# Idiocera subpruinosa
Idiocera subpruinosa är en tvåvingeart som först beskrevs av Alexander 1924.  Idiocera subpruinosa ingår i släktet Idiocera och familjen småharkrankar. Inga underarter finns listade i Catalogue of Life.